# Erwin Pingel
Erwin Pingel (* 7. Dezember 1924 in Dargelütz) ist ein früherer deutscher Politiker und Funktionär der DDR-Blockpartei Demokratische Bauernpartei Deutschlands (DBD).

## Leben
Erwin Pingel nahm nach dem Besuch der Volksschule eine Lehre zum Maschinenschlosser auf. Nach Ausbruch des Zweiten Weltkrieges wurde er zu Wehrmacht einberufen. Im Krieg geriet er in sowjetische Gefangenschaft. In die Heimat zurückgekehrt wurde Pingel Neubauer und trat 1949 der DBD bei. In Dargelütz übernahm er den Vorsitz der dortigen LPG.
Von 1954 bis 1963 war er Mitglied der DBD-Fraktion der Volkskammer der DDR.